# 보스니아 헤르체고비나 축구 국가대표팀
보스니아 헤르체고비나 축구 국가대표팀(보스니아어: Nogometna reprezentacija Bosne i Hercegovine, 크로아티아어: Bosanskohercegovačka nogometna reprezentacija, 세르비아어: Фудбалска репрезентација Босне и Херцеговине)은 보스니아 헤르체고비나를 대표하는 축구 국가대표팀으로 보스니아 헤르체고비나 축구 협회에서 운영하고 있다. 1992년까지는 유고슬라비아 축구 국가대표팀의 일원으로 뛰다가 FIFA 가맹 후 첫 A매치 승리는 1994년 FIFA 월드컵 준우승팀인 이탈리아와의 1996년 11월 6일 경기였고 FIFA 랭킹 역대 최고 순위는 2013년 8월에 기록한 13위이며 홈 구장은 제니차에 있는 빌리노 폴레이다.

## 국제 대회 역사

### FIFA 월드컵
2014년 대회를 통해 유고 연방 독립 후 사상 첫 월드컵 본선 진출에 성공했고 비록 F조 조별리그에서 조 3위에 머무르며 탈락의 고배를 마셨지만 조별리그 최종전에서 아시아의 강호 이란을 3-1로 꺾으며 보스니아 축구 역사상 월드컵 본선 첫 승을 챙겼다.

### UEFA 유럽 축구 선수권 대회
현재까지 보스니아의 유로 대회 본선 기록은 없으며 그나마 UEFA 유로 2012 예선부터 UEFA 유로 2020 예선까지 3회 연속 플레이오프에 진출하며 보스니아 축구 역사상 유로 대회 예선 역대 최고 성적을 기록했지만 유로 대회 본선과는 인연을 맺지 못하고 있다.

### UEFA 네이션스리그

#### 2018-19년 리그 B
2018-19년 UEFA 네이션스리그 B 3조에서 3승 1무를 기록하며 오스트리아, 북아일랜드를 따돌리고 조 1위로 차기 시즌 리그 A 승격을 확정지었다.

#### 2020-21년 리그 A
리그 A 승격 후 이탈리아, 폴란드, 네덜란드와 1조에 편성되었지만 6경기 2무 4패·조 최하위에 머무르며 1시즌만에 리그 B로 강등되고 말았다.

#### 2022-23년 리그 B
1시즌만에 리그 B로 내려온 뒤 핀란드, 몬테네그로, 루마니아와 함께 3조에 배정을 받아 6경기 3승 2무 1패·조 1위로 1시즌만에 다시 리그 A 승격을 확정지었다.

## 국제대회 기록

### FIFA 월드컵(본선)
| FIFA 월드컵 본선 기록 | FIFA 월드컵 본선 기록        | FIFA 월드컵 본선 기록        | FIFA 월드컵 본선 기록        | FIFA 월드컵 본선 기록        | FIFA 월드컵 본선 기록        | FIFA 월드컵 본선 기록        | FIFA 월드컵 본선 기록        | FIFA 월드컵 본선 기록        | FIFA 월드컵 본선 기록        |
| 년도                  | 결과                         | 순위                         | 경기                         | 승                           | 무*                          | 패                           | 득점                         | 실점                         | 승점                         |
| --------------------- | ---------------------------- | ---------------------------- | ---------------------------- | ---------------------------- | ---------------------------- | ---------------------------- | ---------------------------- | ---------------------------- | ---------------------------- |
| 1930년                | 유고슬라비아로 참가          | 유고슬라비아로 참가          | 유고슬라비아로 참가          | 유고슬라비아로 참가          | 유고슬라비아로 참가          | 유고슬라비아로 참가          | 유고슬라비아로 참가          | 유고슬라비아로 참가          | 유고슬라비아로 참가          |
| 1934년                | 유고슬라비아로 참가          | 유고슬라비아로 참가          | 유고슬라비아로 참가          | 유고슬라비아로 참가          | 유고슬라비아로 참가          | 유고슬라비아로 참가          | 유고슬라비아로 참가          | 유고슬라비아로 참가          | 유고슬라비아로 참가          |
| 1938년                | 유고슬라비아로 참가          | 유고슬라비아로 참가          | 유고슬라비아로 참가          | 유고슬라비아로 참가          | 유고슬라비아로 참가          | 유고슬라비아로 참가          | 유고슬라비아로 참가          | 유고슬라비아로 참가          | 유고슬라비아로 참가          |
| 1950년                | 유고슬라비아로 참가          | 유고슬라비아로 참가          | 유고슬라비아로 참가          | 유고슬라비아로 참가          | 유고슬라비아로 참가          | 유고슬라비아로 참가          | 유고슬라비아로 참가          | 유고슬라비아로 참가          | 유고슬라비아로 참가          |
| 1954년                | 유고슬라비아로 참가          | 유고슬라비아로 참가          | 유고슬라비아로 참가          | 유고슬라비아로 참가          | 유고슬라비아로 참가          | 유고슬라비아로 참가          | 유고슬라비아로 참가          | 유고슬라비아로 참가          | 유고슬라비아로 참가          |
| 1958년                | 유고슬라비아로 참가          | 유고슬라비아로 참가          | 유고슬라비아로 참가          | 유고슬라비아로 참가          | 유고슬라비아로 참가          | 유고슬라비아로 참가          | 유고슬라비아로 참가          | 유고슬라비아로 참가          | 유고슬라비아로 참가          |
| 1962년                | 유고슬라비아로 참가          | 유고슬라비아로 참가          | 유고슬라비아로 참가          | 유고슬라비아로 참가          | 유고슬라비아로 참가          | 유고슬라비아로 참가          | 유고슬라비아로 참가          | 유고슬라비아로 참가          | 유고슬라비아로 참가          |
| 1966년                | 유고슬라비아로 참가          | 유고슬라비아로 참가          | 유고슬라비아로 참가          | 유고슬라비아로 참가          | 유고슬라비아로 참가          | 유고슬라비아로 참가          | 유고슬라비아로 참가          | 유고슬라비아로 참가          | 유고슬라비아로 참가          |
| 1970년                | 유고슬라비아로 참가          | 유고슬라비아로 참가          | 유고슬라비아로 참가          | 유고슬라비아로 참가          | 유고슬라비아로 참가          | 유고슬라비아로 참가          | 유고슬라비아로 참가          | 유고슬라비아로 참가          | 유고슬라비아로 참가          |
| 1974년                | 유고슬라비아로 참가          | 유고슬라비아로 참가          | 유고슬라비아로 참가          | 유고슬라비아로 참가          | 유고슬라비아로 참가          | 유고슬라비아로 참가          | 유고슬라비아로 참가          | 유고슬라비아로 참가          | 유고슬라비아로 참가          |
| 1978년                | 유고슬라비아로 참가          | 유고슬라비아로 참가          | 유고슬라비아로 참가          | 유고슬라비아로 참가          | 유고슬라비아로 참가          | 유고슬라비아로 참가          | 유고슬라비아로 참가          | 유고슬라비아로 참가          | 유고슬라비아로 참가          |
| 1982년                | 유고슬라비아로 참가          | 유고슬라비아로 참가          | 유고슬라비아로 참가          | 유고슬라비아로 참가          | 유고슬라비아로 참가          | 유고슬라비아로 참가          | 유고슬라비아로 참가          | 유고슬라비아로 참가          | 유고슬라비아로 참가          |
| 1986년                | 유고슬라비아로 참가          | 유고슬라비아로 참가          | 유고슬라비아로 참가          | 유고슬라비아로 참가          | 유고슬라비아로 참가          | 유고슬라비아로 참가          | 유고슬라비아로 참가          | 유고슬라비아로 참가          | 유고슬라비아로 참가          |
| 1990년                | 유고슬라비아로 참가          | 유고슬라비아로 참가          | 유고슬라비아로 참가          | 유고슬라비아로 참가          | 유고슬라비아로 참가          | 유고슬라비아로 참가          | 유고슬라비아로 참가          | 유고슬라비아로 참가          | 유고슬라비아로 참가          |
| 1994년                | 없음                         | 없음                         | 없음                         | 없음                         | 없음                         | 없음                         | 없음                         | 없음                         | 없음                         |
| 1998년                | 예선 탈락                    | 예선 탈락                    | 예선 탈락                    | 예선 탈락                    | 예선 탈락                    | 예선 탈락                    | 예선 탈락                    | 예선 탈락                    | 예선 탈락                    |
| 2002년                | 예선 탈락                    | 예선 탈락                    | 예선 탈락                    | 예선 탈락                    | 예선 탈락                    | 예선 탈락                    | 예선 탈락                    | 예선 탈락                    | 예선 탈락                    |
| 2006년                | 예선 탈락                    | 예선 탈락                    | 예선 탈락                    | 예선 탈락                    | 예선 탈락                    | 예선 탈락                    | 예선 탈락                    | 예선 탈락                    | 예선 탈락                    |
| 2010년                | 예선 탈락                    | 예선 탈락                    | 예선 탈락                    | 예선 탈락                    | 예선 탈락                    | 예선 탈락                    | 예선 탈락                    | 예선 탈락                    | 예선 탈락                    |
| 2014년                | 조별리그                     | 20위                         | 3                            | 1                            | 0                            | 2                            | 4                            | 4                            | 3                            |
| 2018년                | 예선 탈락                    | 예선 탈락                    | 예선 탈락                    | 예선 탈락                    | 예선 탈락                    | 예선 탈락                    | 예선 탈락                    | 예선 탈락                    | 예선 탈락                    |
| 합계                  | 1회 진출(1/6)                | 조별리그(1회)                | 3                            | 1                            | 0                            | 2                            | 4                            | 4                            | 3                            |
| 순위                  | FIFA 월드컵 역대 순위 : 59위 | FIFA 월드컵 역대 순위 : 59위 | FIFA 월드컵 역대 순위 : 59위 | FIFA 월드컵 역대 순위 : 59위 | FIFA 월드컵 역대 순위 : 59위 | FIFA 월드컵 역대 순위 : 59위 | FIFA 월드컵 역대 순위 : 59위 | FIFA 월드컵 역대 순위 : 59위 | FIFA 월드컵 역대 순위 : 59위 |

### FIFA 월드컵(예선)
| FIFA 월드컵 예선 기록 | FIFA 월드컵 예선 기록                    | FIFA 월드컵 예선 기록                    | FIFA 월드컵 예선 기록                    | FIFA 월드컵 예선 기록                    | FIFA 월드컵 예선 기록                    | FIFA 월드컵 예선 기록                    | FIFA 월드컵 예선 기록                    | FIFA 월드컵 예선 기록                    | FIFA 월드컵 예선 기록                    |
| 년도                  | 경기                                     | 승                                       | 무*                                      | 패                                       | 득점                                     | 실점                                     | 승점                                     |                                          |                                          |
| --------------------- | ---------------------------------------- | ---------------------------------------- | ---------------------------------------- | ---------------------------------------- | ---------------------------------------- | ---------------------------------------- | ---------------------------------------- | ---------------------------------------- | ---------------------------------------- |
| 1930년                | 유고슬라비아로 참가                      | 유고슬라비아로 참가                      | 유고슬라비아로 참가                      | 유고슬라비아로 참가                      | 유고슬라비아로 참가                      | 유고슬라비아로 참가                      | 유고슬라비아로 참가                      |                                          |                                          |
| 1934년                | 유고슬라비아로 참가                      | 유고슬라비아로 참가                      | 유고슬라비아로 참가                      | 유고슬라비아로 참가                      | 유고슬라비아로 참가                      | 유고슬라비아로 참가                      | 유고슬라비아로 참가                      |                                          |                                          |
| 1938년                | 유고슬라비아로 참가                      | 유고슬라비아로 참가                      | 유고슬라비아로 참가                      | 유고슬라비아로 참가                      | 유고슬라비아로 참가                      | 유고슬라비아로 참가                      | 유고슬라비아로 참가                      |                                          |                                          |
| 1950년                | 유고슬라비아로 참가                      | 유고슬라비아로 참가                      | 유고슬라비아로 참가                      | 유고슬라비아로 참가                      | 유고슬라비아로 참가                      | 유고슬라비아로 참가                      | 유고슬라비아로 참가                      |                                          |                                          |
| 1954년                | 유고슬라비아로 참가                      | 유고슬라비아로 참가                      | 유고슬라비아로 참가                      | 유고슬라비아로 참가                      | 유고슬라비아로 참가                      | 유고슬라비아로 참가                      | 유고슬라비아로 참가                      |                                          |                                          |
| 1958년                | 유고슬라비아로 참가                      | 유고슬라비아로 참가                      | 유고슬라비아로 참가                      | 유고슬라비아로 참가                      | 유고슬라비아로 참가                      | 유고슬라비아로 참가                      | 유고슬라비아로 참가                      |                                          |                                          |
| 1962년                | 유고슬라비아로 참가                      | 유고슬라비아로 참가                      | 유고슬라비아로 참가                      | 유고슬라비아로 참가                      | 유고슬라비아로 참가                      | 유고슬라비아로 참가                      | 유고슬라비아로 참가                      |                                          |                                          |
| 1966년                | 유고슬라비아로 참가                      | 유고슬라비아로 참가                      | 유고슬라비아로 참가                      | 유고슬라비아로 참가                      | 유고슬라비아로 참가                      | 유고슬라비아로 참가                      | 유고슬라비아로 참가                      |                                          |                                          |
| 1970년                | 유고슬라비아로 참가                      | 유고슬라비아로 참가                      | 유고슬라비아로 참가                      | 유고슬라비아로 참가                      | 유고슬라비아로 참가                      | 유고슬라비아로 참가                      | 유고슬라비아로 참가                      |                                          |                                          |
| 1974년                | 유고슬라비아로 참가                      | 유고슬라비아로 참가                      | 유고슬라비아로 참가                      | 유고슬라비아로 참가                      | 유고슬라비아로 참가                      | 유고슬라비아로 참가                      | 유고슬라비아로 참가                      |                                          |                                          |
| 1978년                | 유고슬라비아로 참가                      | 유고슬라비아로 참가                      | 유고슬라비아로 참가                      | 유고슬라비아로 참가                      | 유고슬라비아로 참가                      | 유고슬라비아로 참가                      | 유고슬라비아로 참가                      |                                          |                                          |
| 1982년                | 유고슬라비아로 참가                      | 유고슬라비아로 참가                      | 유고슬라비아로 참가                      | 유고슬라비아로 참가                      | 유고슬라비아로 참가                      | 유고슬라비아로 참가                      | 유고슬라비아로 참가                      |                                          |                                          |
| 1986년                | 유고슬라비아로 참가                      | 유고슬라비아로 참가                      | 유고슬라비아로 참가                      | 유고슬라비아로 참가                      | 유고슬라비아로 참가                      | 유고슬라비아로 참가                      | 유고슬라비아로 참가                      |                                          |                                          |
| 1990년                | 유고슬라비아로 참가                      | 유고슬라비아로 참가                      | 유고슬라비아로 참가                      | 유고슬라비아로 참가                      | 유고슬라비아로 참가                      | 유고슬라비아로 참가                      | 유고슬라비아로 참가                      |                                          |                                          |
| 1994년                | 없음                                     | 없음                                     | 없음                                     | 없음                                     | 없음                                     | 없음                                     | 없음                                     |                                          |                                          |
| 1998년                | 8                                        | 3                                        | 0                                        | 5                                        | 9                                        | 14                                       | 9                                        |                                          |                                          |
| 2002년                | 8                                        | 2                                        | 2                                        | 4                                        | 12                                       | 12                                       | 8                                        |                                          |                                          |
| 2006년                | 10                                       | 4                                        | 4                                        | 2                                        | 12                                       | 9                                        | 16                                       |                                          |                                          |
| 2010년                | 12                                       | 6                                        | 1                                        | 5                                        | 25                                       | 15                                       | 19                                       |                                          |                                          |
| 2014년                | 10                                       | 8                                        | 1                                        | 1                                        | 30                                       | 6                                        | 25                                       |                                          |                                          |
| 2018년                | 10                                       | 5                                        | 2                                        | 3                                        | 24                                       | 13                                       | 17                                       |                                          |                                          |
| 합계                  | 58                                       | 28                                       | 10                                       | 20                                       | 112                                      | 69                                       | 94                                       |                                          |                                          |
| 순위                  | 월드컵 예선 승점 순위 : 83위 (유럽 33위) | 월드컵 예선 승점 순위 : 83위 (유럽 33위) | 월드컵 예선 승점 순위 : 83위 (유럽 33위) | 월드컵 예선 승점 순위 : 83위 (유럽 33위) | 월드컵 예선 승점 순위 : 83위 (유럽 33위) | 월드컵 예선 승점 순위 : 83위 (유럽 33위) | 월드컵 예선 승점 순위 : 83위 (유럽 33위) | 월드컵 예선 승점 순위 : 83위 (유럽 33위) | 월드컵 예선 승점 순위 : 83위 (유럽 33위) |

### UEFA 유럽 축구 선수권 대회
- 1960년 ~ 1992년 - 유고슬라비아 참조
- 1996년 - 불참
- 2000년 ~ 2020년 - 예선 탈락

| UEFA 유로컵 본선 기록 | UEFA 유로컵 본선 기록     | UEFA 유로컵 본선 기록     | UEFA 유로컵 본선 기록     | UEFA 유로컵 본선 기록     | UEFA 유로컵 본선 기록     | UEFA 유로컵 본선 기록     | UEFA 유로컵 본선 기록     | UEFA 유로컵 본선 기록     | UEFA 유로컵 본선 기록     | UEFA 유로컵 예선 기록      | UEFA 유로컵 예선 기록      | UEFA 유로컵 예선 기록      | UEFA 유로컵 예선 기록      | UEFA 유로컵 예선 기록      | UEFA 유로컵 예선 기록      | UEFA 유로컵 예선 기록      |
| 년도                  | 결과                      | 순위                      | 경기                      | 승                        | 무*                       | 패                        | 득점                      | 실점                      | 승점                      | 경기                       | 승                         | 무*                        | 패                         | 득점                       | 실점                       | 승점                       |
| --------------------- | ------------------------- | ------------------------- | ------------------------- | ------------------------- | ------------------------- | ------------------------- | ------------------------- | ------------------------- | ------------------------- | -------------------------- | -------------------------- | -------------------------- | -------------------------- | -------------------------- | -------------------------- | -------------------------- |
| 1960년                | 유고슬라비아로 참가       | 유고슬라비아로 참가       | 유고슬라비아로 참가       | 유고슬라비아로 참가       | 유고슬라비아로 참가       | 유고슬라비아로 참가       | 유고슬라비아로 참가       | 유고슬라비아로 참가       | 유고슬라비아로 참가       | 유고슬라비아로 참가        | 유고슬라비아로 참가        | 유고슬라비아로 참가        | 유고슬라비아로 참가        | 유고슬라비아로 참가        | 유고슬라비아로 참가        | 유고슬라비아로 참가        |
| 1964년                | 유고슬라비아로 참가       | 유고슬라비아로 참가       | 유고슬라비아로 참가       | 유고슬라비아로 참가       | 유고슬라비아로 참가       | 유고슬라비아로 참가       | 유고슬라비아로 참가       | 유고슬라비아로 참가       | 유고슬라비아로 참가       | 유고슬라비아로 참가        | 유고슬라비아로 참가        | 유고슬라비아로 참가        | 유고슬라비아로 참가        | 유고슬라비아로 참가        | 유고슬라비아로 참가        | 유고슬라비아로 참가        |
| 1968년                | 유고슬라비아로 참가       | 유고슬라비아로 참가       | 유고슬라비아로 참가       | 유고슬라비아로 참가       | 유고슬라비아로 참가       | 유고슬라비아로 참가       | 유고슬라비아로 참가       | 유고슬라비아로 참가       | 유고슬라비아로 참가       | 유고슬라비아로 참가        | 유고슬라비아로 참가        | 유고슬라비아로 참가        | 유고슬라비아로 참가        | 유고슬라비아로 참가        | 유고슬라비아로 참가        | 유고슬라비아로 참가        |
| 1972년                | 유고슬라비아로 참가       | 유고슬라비아로 참가       | 유고슬라비아로 참가       | 유고슬라비아로 참가       | 유고슬라비아로 참가       | 유고슬라비아로 참가       | 유고슬라비아로 참가       | 유고슬라비아로 참가       | 유고슬라비아로 참가       | 유고슬라비아로 참가        | 유고슬라비아로 참가        | 유고슬라비아로 참가        | 유고슬라비아로 참가        | 유고슬라비아로 참가        | 유고슬라비아로 참가        | 유고슬라비아로 참가        |
| 1976년                | 유고슬라비아로 참가       | 유고슬라비아로 참가       | 유고슬라비아로 참가       | 유고슬라비아로 참가       | 유고슬라비아로 참가       | 유고슬라비아로 참가       | 유고슬라비아로 참가       | 유고슬라비아로 참가       | 유고슬라비아로 참가       | 유고슬라비아로 참가        | 유고슬라비아로 참가        | 유고슬라비아로 참가        | 유고슬라비아로 참가        | 유고슬라비아로 참가        | 유고슬라비아로 참가        | 유고슬라비아로 참가        |
| 1980년                | 유고슬라비아로 참가       | 유고슬라비아로 참가       | 유고슬라비아로 참가       | 유고슬라비아로 참가       | 유고슬라비아로 참가       | 유고슬라비아로 참가       | 유고슬라비아로 참가       | 유고슬라비아로 참가       | 유고슬라비아로 참가       | 유고슬라비아로 참가        | 유고슬라비아로 참가        | 유고슬라비아로 참가        | 유고슬라비아로 참가        | 유고슬라비아로 참가        | 유고슬라비아로 참가        | 유고슬라비아로 참가        |
| 1984년                | 유고슬라비아로 참가       | 유고슬라비아로 참가       | 유고슬라비아로 참가       | 유고슬라비아로 참가       | 유고슬라비아로 참가       | 유고슬라비아로 참가       | 유고슬라비아로 참가       | 유고슬라비아로 참가       | 유고슬라비아로 참가       | 유고슬라비아로 참가        | 유고슬라비아로 참가        | 유고슬라비아로 참가        | 유고슬라비아로 참가        | 유고슬라비아로 참가        | 유고슬라비아로 참가        | 유고슬라비아로 참가        |
| 1988년                | 유고슬라비아로 참가       | 유고슬라비아로 참가       | 유고슬라비아로 참가       | 유고슬라비아로 참가       | 유고슬라비아로 참가       | 유고슬라비아로 참가       | 유고슬라비아로 참가       | 유고슬라비아로 참가       | 유고슬라비아로 참가       | 유고슬라비아로 참가        | 유고슬라비아로 참가        | 유고슬라비아로 참가        | 유고슬라비아로 참가        | 유고슬라비아로 참가        | 유고슬라비아로 참가        | 유고슬라비아로 참가        |
| 1992년                | 없음                      | 없음                      | 없음                      | 없음                      | 없음                      | 없음                      | 없음                      | 없음                      | 없음                      | 없음                       | 없음                       | 없음                       | 없음                       | 없음                       | 없음                       | 없음                       |
| 1996년                | 불참                      | 불참                      | 불참                      | 불참                      | 불참                      | 불참                      | 불참                      | 불참                      | 불참                      | 불참                       | 불참                       | 불참                       | 불참                       | 불참                       | 불참                       | 불참                       |
| 2000년                | 예선 탈락                 | 예선 탈락                 | 예선 탈락                 | 예선 탈락                 | 예선 탈락                 | 예선 탈락                 | 예선 탈락                 | 예선 탈락                 | 예선 탈락                 | 10                         | 3                          | 2                          | 5                          | 14                         | 17                         | 11                         |
| 2004년                | 예선 탈락                 | 예선 탈락                 | 예선 탈락                 | 예선 탈락                 | 예선 탈락                 | 예선 탈락                 | 예선 탈락                 | 예선 탈락                 | 예선 탈락                 | 8                          | 4                          | 1                          | 3                          | 7                          | 8                          | 13                         |
| 2008년                | 예선 탈락                 | 예선 탈락                 | 예선 탈락                 | 예선 탈락                 | 예선 탈락                 | 예선 탈락                 | 예선 탈락                 | 예선 탈락                 | 예선 탈락                 | 12                         | 4                          | 1                          | 7                          | 16                         | 22                         | 13                         |
| 2012년                | 예선 탈락                 | 예선 탈락                 | 예선 탈락                 | 예선 탈락                 | 예선 탈락                 | 예선 탈락                 | 예선 탈락                 | 예선 탈락                 | 예선 탈락                 | 12                         | 6                          | 3                          | 3                          | 19                         | 14                         | 21                         |
| 2016년                | 예선 탈락                 | 예선 탈락                 | 예선 탈락                 | 예선 탈락                 | 예선 탈락                 | 예선 탈락                 | 예선 탈락                 | 예선 탈락                 | 예선 탈락                 | 12                         | 5                          | 3                          | 4                          | 18                         | 15                         | 18                         |
| 2020년                | 예선 탈락                 | 예선 탈락                 | 예선 탈락                 | 예선 탈락                 | 예선 탈락                 | 예선 탈락                 | 예선 탈락                 | 예선 탈락                 | 예선 탈락                 | 11                         | 4                          | 2                          | 5                          | 21                         | 18                         | 14                         |
| 합계                  |                           |                           |                           |                           |                           |                           |                           |                           |                           | 65                         | 26                         | 12                         | 27                         | 95                         | 94                         | 90                         |
| 순위                  | UEFA 유로 역대 성적 : N/A | UEFA 유로 역대 성적 : N/A | UEFA 유로 역대 성적 : N/A | UEFA 유로 역대 성적 : N/A | UEFA 유로 역대 성적 : N/A | UEFA 유로 역대 성적 : N/A | UEFA 유로 역대 성적 : N/A | UEFA 유로 역대 성적 : N/A | UEFA 유로 역대 성적 : N/A | 유로 예선 승점 순위 : 34위 | 유로 예선 승점 순위 : 34위 | 유로 예선 승점 순위 : 34위 | 유로 예선 승점 순위 : 34위 | 유로 예선 승점 순위 : 34위 | 유로 예선 승점 순위 : 34위 | 유로 예선 승점 순위 : 34위 |

## 지중해 게임
| 지중해 게임 기록 | 지중해 게임 기록    | 지중해 게임 기록    | 지중해 게임 기록    | 지중해 게임 기록    | 지중해 게임 기록    | 지중해 게임 기록    | 지중해 게임 기록    | 지중해 게임 기록    | 지중해 게임 기록    |
| 년도             | 결과                | 순위                | 경기                | 승                  | 무*                 | 패                  | 득점                | 실점                | 승점                |
| ---------------- | ------------------- | ------------------- | ------------------- | ------------------- | ------------------- | ------------------- | ------------------- | ------------------- | ------------------- |
| 1951년           | 유고슬라비아로 참가 | 유고슬라비아로 참가 | 유고슬라비아로 참가 | 유고슬라비아로 참가 | 유고슬라비아로 참가 | 유고슬라비아로 참가 | 유고슬라비아로 참가 | 유고슬라비아로 참가 | 유고슬라비아로 참가 |
| 1955년           | 유고슬라비아로 참가 | 유고슬라비아로 참가 | 유고슬라비아로 참가 | 유고슬라비아로 참가 | 유고슬라비아로 참가 | 유고슬라비아로 참가 | 유고슬라비아로 참가 | 유고슬라비아로 참가 | 유고슬라비아로 참가 |
| 1959년           | 유고슬라비아로 참가 | 유고슬라비아로 참가 | 유고슬라비아로 참가 | 유고슬라비아로 참가 | 유고슬라비아로 참가 | 유고슬라비아로 참가 | 유고슬라비아로 참가 | 유고슬라비아로 참가 | 유고슬라비아로 참가 |
| 1963년           | 유고슬라비아로 참가 | 유고슬라비아로 참가 | 유고슬라비아로 참가 | 유고슬라비아로 참가 | 유고슬라비아로 참가 | 유고슬라비아로 참가 | 유고슬라비아로 참가 | 유고슬라비아로 참가 | 유고슬라비아로 참가 |
| 1967년           | 유고슬라비아로 참가 | 유고슬라비아로 참가 | 유고슬라비아로 참가 | 유고슬라비아로 참가 | 유고슬라비아로 참가 | 유고슬라비아로 참가 | 유고슬라비아로 참가 | 유고슬라비아로 참가 | 유고슬라비아로 참가 |
| 1971년           | 유고슬라비아로 참가 | 유고슬라비아로 참가 | 유고슬라비아로 참가 | 유고슬라비아로 참가 | 유고슬라비아로 참가 | 유고슬라비아로 참가 | 유고슬라비아로 참가 | 유고슬라비아로 참가 | 유고슬라비아로 참가 |
| 1975년           | 유고슬라비아로 참가 | 유고슬라비아로 참가 | 유고슬라비아로 참가 | 유고슬라비아로 참가 | 유고슬라비아로 참가 | 유고슬라비아로 참가 | 유고슬라비아로 참가 | 유고슬라비아로 참가 | 유고슬라비아로 참가 |
| 1979년           | 유고슬라비아로 참가 | 유고슬라비아로 참가 | 유고슬라비아로 참가 | 유고슬라비아로 참가 | 유고슬라비아로 참가 | 유고슬라비아로 참가 | 유고슬라비아로 참가 | 유고슬라비아로 참가 | 유고슬라비아로 참가 |
| 1983년           | 유고슬라비아로 참가 | 유고슬라비아로 참가 | 유고슬라비아로 참가 | 유고슬라비아로 참가 | 유고슬라비아로 참가 | 유고슬라비아로 참가 | 유고슬라비아로 참가 | 유고슬라비아로 참가 | 유고슬라비아로 참가 |
| 1987년           | 유고슬라비아로 참가 | 유고슬라비아로 참가 | 유고슬라비아로 참가 | 유고슬라비아로 참가 | 유고슬라비아로 참가 | 유고슬라비아로 참가 | 유고슬라비아로 참가 | 유고슬라비아로 참가 | 유고슬라비아로 참가 |
| 1991년           | 유고슬라비아로 참가 | 유고슬라비아로 참가 | 유고슬라비아로 참가 | 유고슬라비아로 참가 | 유고슬라비아로 참가 | 유고슬라비아로 참가 | 유고슬라비아로 참가 | 유고슬라비아로 참가 | 유고슬라비아로 참가 |
| 1993년           | 조별리그            | 8위                 | 2                   | 0                   | 1                   | 1                   | 2                   | 4                   | 1                   |
| 1997년           | 조별리그            | 6위                 | 2                   | 1                   | 1                   | 0                   | 1                   | 0                   | 4                   |
| 2001년           | 진출 실패           | 진출 실패           | 진출 실패           | 진출 실패           | 진출 실패           | 진출 실패           | 진출 실패           | 진출 실패           | 진출 실패           |
| 2005년           | 진출 실패           | 진출 실패           | 진출 실패           | 진출 실패           | 진출 실패           | 진출 실패           | 진출 실패           | 진출 실패           | 진출 실패           |
| 2009년           | 진출 실패           | 진출 실패           | 진출 실패           | 진출 실패           | 진출 실패           | 진출 실패           | 진출 실패           | 진출 실패           | 진출 실패           |
| 2013년           | 조별리그            | 5위                 | 5                   | 2                   | 1                   | 2                   | 11                  | 12                  | 7                   |
| 2018년           |                     |                     |                     |                     |                     |                     |                     |                     |                     |
| 합계             | 3회 진출(3/6)       | 조별리그(3회)       | 9                   | 3                   | 3                   | 3                   | 14                  | 16                  | 12                  |

## 선수

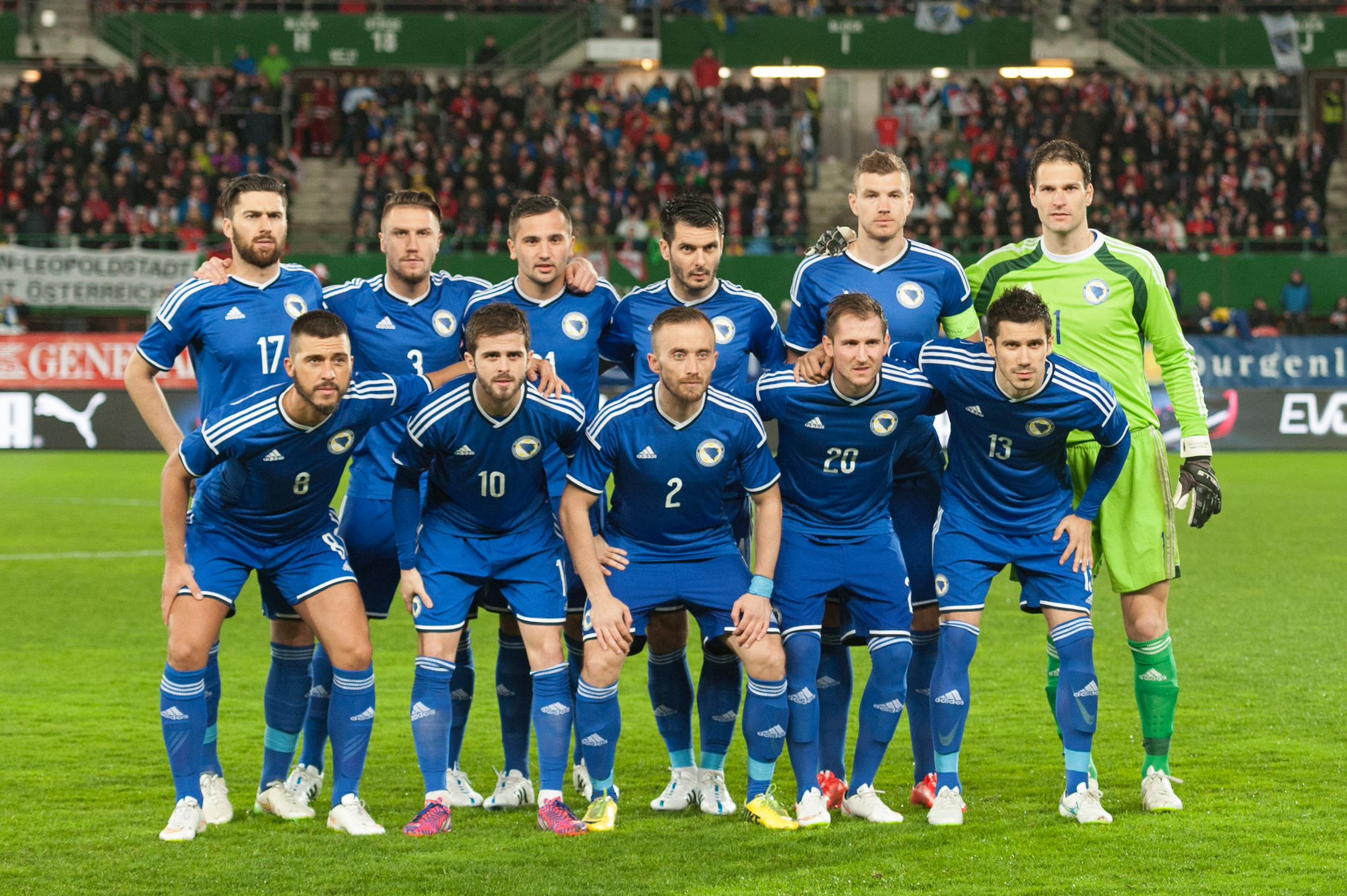
2015

### 현재 명단
아래 선수명단은 UEFA 네이션스리그에서 2018년 9월 8일과 11일에 열리는 북아일랜드와 오스트리아와의 경기에서 뛸 명단이다.

북아일랜드 대표팀과 경기 후 2018년 9월 8일 기준 참가경기수와 득점(골).
| 번호 | 위치 | 선수              | 생년월일 (나이)        | 출전 | 득점 | 소속                     |
| ---- | ---- | ----------------- | ---------------------- | ---- | ---- | ------------------------ |
| 12   | GK   | 이브라힘 셰히치   | 1988년 9월 2일(36세)   | 13   | 0    | BB 에르주룸스포르        |
| 22   | GK   | 케난 피리치       | 1994년 7월 7일(31세)   | 1    | 0    | NK 마리보르              |
| 1    | GK   | 베드란 쿄세프스키 | 1995년 5월 22일(30세)  | 0    | 0    | FK 젤례즈니차르 사라예보 |
|      |      |                   |                        |      |      |                          |
| 15   | DF   | 토니 수니치       | 1988년 12월 15일(36세) | 34   | 1    | 디나모 모스크바          |
| 17   | DF   | 에르빈 주카노비치 | 1987년 2월 11일(38세)  | 27   | 0    | 제노아                   |
| 3    | DF   | 다르코 토도로비치 | 1997년 5월 5일(28세)   | 4    | 0    | 레드불 잘츠부르크        |
| 2    | DF   | 엘다르 치비치     | 1996년 5월 28일(29세)  | 2    | 0    | 스파르타 프라하          |
| 5    | DF   | 보얀 나스티치     | 1994년 7월 6일(31세)   | 1    | 0    | KRC 헹크                 |
|      |      |                   |                        |      |      |                          |
| 10   | MF   | 미랄렘 퍄니치     | 1990년 4월 2일(35세)   | 80   | 12   | FC 바르셀로나            |
| 8    | MF   | 에딘 비슈차       | 1990년 2월 17일(35세)  | 37   | 8    | 이스탄불 바샥셰히르      |
| 7    | MF   | 무하메드 베시치   | 1992년 9월 10일(32세)  | 32   | 0    | 미들스브러               |
| 9    | MF   | 하리스 둘례비치   | 1993년 11월 16일(31세) | 13   | 1    | 디나모 드레스덴          |
| 13   | MF   | 고이코 치미로트   | 1992년 12월 19일(32세) | 12   | 0    | 스탕다르 리에주          |
| 21   | MF   | 엘비스 사리치     | 1990년 7월 21일(35세)  | 7    | 1    | 알아흘리 사우디 FC       |
| 14   | MF   | 사닌 프르치치     | 1993년 11월 29일(31세) | 6    | 0    | 레반테                   |
| 20   | MF   | 고란 자카리치     | 1992년 11월 7일(32세)  | 6    | 0    | FK 파르티잔 베오그라드   |
| 19   | MF   | 라데 크루니치     | 1993년 10월 7일(31세)  | 3    | 0    | 엠폴리                   |
| 23   | MF   | 데니 밀로셰비치   | 1995년 3월 9일(30세)   | 2    | 0    | 코냐스포르               |
|      |      |                   |                        |      |      |                          |
| 11   | FW   | 에딘 제코         | 1986년 3월 17일(39세)  | 94   | 52   | AS 로마                  |
| 18   | FW   | 케난 코드로       | 1993년 8월 19일(31세)  | 7    | 2    | FC 코펜하겐              |
| 16   | FW   | 리아드 바이치     | 1994년 5월 6일(31세)   | 5    | 0    | 이스탄불 바샥셰히르      |

### 최근 12개월 이내 대표팀 소집 선수 명단
The following players have been called up for the team within the last twelve months:
| INJ 부상. PRE 예비 명단. 은퇴 국가대표 은퇴. SUS 참가정지. WD 기권. \| 번호 \| 위치 \| 선수 \| 생년월일 (나이) \| 출전 \| 득점 \| 소속 \| \| ---- \| ---- \| ------------------------ \| ---------------------- \| ---- \| ---- \| --------------------------- \| \| \| GK \| 아스미르 베고비치 \| 1987년 6월 20일(38세) \| 61 \| 0 \| AFC 본머스 \| \| \| GK \| 야스민 부리치 \| 1987년 2월 18일(38세) \| 2 \| 0 \| 레흐 포즈난 \| \| \| GK \| 네마냐 트르쿨랴 \| 1996년 1월 1일(29세) \| 0 \| 0 \| 보라츠 바냐루카 \| \| \| \| \| \| \| \| \| \| \| DF \| 오그녠 브라네슈 \| 1989년 10월 24일(35세) \| 35 \| 0 \| RSC 안덜데를레흐트 \| \| \| DF \| 에르민 비착치치 \| 1990년 1월 24일(35세) \| 24 \| 3 \| TSG 1899 호펜하임 \| \| \| DF \| 에미르 스파히치 은퇴 \| 1980년 8월 18일(44세) \| 94 \| 6 \| 은퇴 \| \| \| DF \| 세아드 콜라시나츠 \| 1993년 6월 20일(32세) \| 24 \| 0 \| 아스널 FC \| \| \| DF \| 사미르 메미셰비치 \| 1993년 8월 13일(32세) \| 2 \| 0 \| FC 흐로닝언 \| \| \| DF \| 요조 시무노비치 \| 1994년 8월 4일(31세) \| 0 \| 0 \| 셀틱 FC \| \| \| DF \| 알미르 베키치 \| 1989년 6월 1일(36세) \| 3 \| 0 \| FK 사라예보 \| \| \| DF \| 다니엘 그라오바츠 \| 1993년 8월 8일(32세) \| 3 \| 0 \| FK 보이보디나 \| \| \| DF \| 마르코 미호예비치 \| 1996년 4월 21일(29세) \| 1 \| 0 \| OFI 크리티 \| \| \| DF \| 베심 셰르베치치 \| 1998년 5월 1일(27세) \| 0 \| 0 \| 로젠보리 BK \| \| \| DF \| 스르잔 스타니치 \| 1989년 7월 6일(36세) \| 0 \| 0 \| 즈린스키 모스타르 \| \| \| DF \| 에딘 초찰리치 \| 1987년 12월 5일(37세) \| 10 \| 0 \| KV 메헬런 \| \| \| DF \| 다리오 주미치 \| 1992년 1월 30일(33세) \| 5 \| 1 \| 디나모 드레스덴 \| \| \| DF \| 마테오 수시치 \| 1990년 11월 18일(34세) \| 5 \| 0 \| 셰리프 티라스폴 \| \| \| DF \| 아브디야 브르샤예비치 \| 1986년 3월 6일(39세) \| 17 \| 2 \| 아히사르 벨레디예스포르 \| \| \| \| \| \| \| \| \| \| \| MF \| 스톄판 론차르 \| 1996년 11월 10일(28세) \| 2 \| 0 \| HNK 리예카 \| \| \| MF \| 즈볘즈단 미시모비치 은퇴 \| 1982년 6월 5일(43세) \| 85 \| 25 \| 은퇴 \| \| \| MF \| 하리스 메두냐닌 은퇴 \| 1985년 3월 8일(40세) \| 60 \| 9 \| 필라델피아 유니언 \| \| \| MF \| 디노 베시로비치 \| 1994년 1월 31일(31세) \| 2 \| 0 \| 하이두크 스플리트 \| \| \| MF \| 마리얀 차바르 \| 1998년 2월 2일(27세) \| 2 \| 0 \| NK 오시예크 \| \| \| MF \| 루카 메날로 \| 1996년 7월 22일(29세) \| 2 \| 0 \| 디나모 자그레브 \| \| \| MF \| 오그녠 토도로비치 \| 1989년 3월 24일(36세) \| 2 \| 0 \| 즈린스키 모스타르 \| \| \| MF \| 토미슬라프 토미치 \| 1990년 11월 16일(34세) \| 2 \| 0 \| NK 올림피야 류블랴나 \| \| \| MF \| 아드난 셰체로비치 \| 1991년 12월 1일(33세) \| 1 \| 0 \| FK 투즐라 시티 \| \| \| MF \| 조란 크브르지치 \| 1988년 8월 7일(37세) \| 4 \| 0 \| HNK 리예카 \| \| \| MF \| 아메르 오르다기치 \| 1993년 5월 5일(32세) \| 0 \| 0 \| SK 브란 \| \| \| MF \| 세나드 룰리치 은퇴 \| 1986년 1월 18일(39세) \| 57 \| 4 \| SS 라치오 \| \| \| MF \| 이제트 하이로비치 \| 1991년 8월 4일(34세) \| 24 \| 5 \| 디나모 자그레브 \| \| \| MF \| 마토 야얄로 \| 1988년 5월 25일(37세) \| 7 \| 0 \| US 팔레르모 \| \| \| MF \| 다니옐 밀리체비치 \| 1986년 1월 5일(39세) \| 3 \| 0 \| KAS 오이펜 \| \| \| MF \| 세야드 살리호비치 \| 1984년 10월 8일(40세) \| 47 \| 4 \| 무적 선수 \| \| \| MF \| 마리오 브란치치 \| 1989년 5월 23일(36세) \| 6 \| 0 \| 노리치 시티 \| \| \| \| \| \| \| \| \| \| \| FW \| 스마일 프레블략 \| 1995년 5월 10일(30세) \| 1 \| 0 \| 레드불 잘츠부르크 \| \| \| FW \| 베다드 이비셰비치 은퇴 \| 1984년 8월 6일(41세) \| 83 \| 28 \| 헤르타 BSC 베를린 \| \| \| FW \| 메르수딘 아흐메토비치 \| 1985년 3월 19일(40세) \| 2 \| 0 \| FK 사라예보 \| \| \| FW \| 엘비르 콜리치 \| 1995년 7월 8일(30세) \| 2 \| 0 \| 우니베르시타테아 크라이오바 \| \| \| FW \| 네마냐 빌비야 \| 1990년 11월 2일(34세) \| 1 \| 0 \| 강원 FC \| \| \| FW \| 엘비르 이비셰비치 \| 1998년 2월 10일(27세) \| 1 \| 0 \| NK 첼례 \| \| \| FW \| 아르민 호지치 \| 1994년 11월 17일(30세) \| 5 \| 0 \| MOL 비디 \| \| \| FW \| 야스민 메샤노비치 \| 1992년 1월 6일(33세) \| 1 \| 0 \| NK 마리보르 \| \| \| \| \| \| \| \| \| |      |                          |                        |      |      |                             |
| 번호 | 위치 | 선수                     | 생년월일 (나이)        | 출전 | 득점 | 소속                        |
| | GK   | 아스미르 베고비치        | 1987년 6월 20일(38세)  | 61   | 0    | AFC 본머스                  |
| | GK   | 야스민 부리치            | 1987년 2월 18일(38세)  | 2    | 0    | 레흐 포즈난                 |
| | GK   | 네마냐 트르쿨랴          | 1996년 1월 1일(29세)   | 0    | 0    | 보라츠 바냐루카             |
| |      |                          |                        |      |      |                             |
| | DF   | 오그녠 브라네슈          | 1989년 10월 24일(35세) | 35   | 0    | RSC 안덜데를레흐트          |
| | DF   | 에르민 비착치치          | 1990년 1월 24일(35세)  | 24   | 3    | TSG 1899 호펜하임           |
| | DF   | 에미르 스파히치 은퇴     | 1980년 8월 18일(44세)  | 94   | 6    | 은퇴                        |
| | DF   | 세아드 콜라시나츠        | 1993년 6월 20일(32세)  | 24   | 0    | 아스널 FC                   |
| | DF   | 사미르 메미셰비치        | 1993년 8월 13일(32세)  | 2    | 0    | FC 흐로닝언                 |
| | DF   | 요조 시무노비치          | 1994년 8월 4일(31세)   | 0    | 0    | 셀틱 FC                     |
| | DF   | 알미르 베키치            | 1989년 6월 1일(36세)   | 3    | 0    | FK 사라예보                 |
| | DF   | 다니엘 그라오바츠        | 1993년 8월 8일(32세)   | 3    | 0    | FK 보이보디나               |
| | DF   | 마르코 미호예비치        | 1996년 4월 21일(29세)  | 1    | 0    | OFI 크리티                  |
| | DF   | 베심 셰르베치치          | 1998년 5월 1일(27세)   | 0    | 0    | 로젠보리 BK                 |
| | DF   | 스르잔 스타니치          | 1989년 7월 6일(36세)   | 0    | 0    | 즈린스키 모스타르           |
| | DF   | 에딘 초찰리치            | 1987년 12월 5일(37세)  | 10   | 0    | KV 메헬런                   |
| | DF   | 다리오 주미치            | 1992년 1월 30일(33세)  | 5    | 1    | 디나모 드레스덴             |
| | DF   | 마테오 수시치            | 1990년 11월 18일(34세) | 5    | 0    | 셰리프 티라스폴             |
| | DF   | 아브디야 브르샤예비치    | 1986년 3월 6일(39세)   | 17   | 2    | 아히사르 벨레디예스포르     |
| |      |                          |                        |      |      |                             |
| | MF   | 스톄판 론차르            | 1996년 11월 10일(28세) | 2    | 0    | HNK 리예카                  |
| | MF   | 즈볘즈단 미시모비치 은퇴 | 1982년 6월 5일(43세)   | 85   | 25   | 은퇴                        |
| | MF   | 하리스 메두냐닌 은퇴     | 1985년 3월 8일(40세)   | 60   | 9    | 필라델피아 유니언           |
| | MF   | 디노 베시로비치          | 1994년 1월 31일(31세)  | 2    | 0    | 하이두크 스플리트           |
| | MF   | 마리얀 차바르            | 1998년 2월 2일(27세)   | 2    | 0    | NK 오시예크                 |
| | MF   | 루카 메날로              | 1996년 7월 22일(29세)  | 2    | 0    | 디나모 자그레브             |
| | MF   | 오그녠 토도로비치        | 1989년 3월 24일(36세)  | 2    | 0    | 즈린스키 모스타르           |
| | MF   | 토미슬라프 토미치        | 1990년 11월 16일(34세) | 2    | 0    | NK 올림피야 류블랴나        |
| | MF   | 아드난 셰체로비치        | 1991년 12월 1일(33세)  | 1    | 0    | FK 투즐라 시티              |
| | MF   | 조란 크브르지치          | 1988년 8월 7일(37세)   | 4    | 0    | HNK 리예카                  |
| | MF   | 아메르 오르다기치        | 1993년 5월 5일(32세)   | 0    | 0    | SK 브란                     |
| | MF   | 세나드 룰리치 은퇴       | 1986년 1월 18일(39세)  | 57   | 4    | SS 라치오                   |
| | MF   | 이제트 하이로비치        | 1991년 8월 4일(34세)   | 24   | 5    | 디나모 자그레브             |
| | MF   | 마토 야얄로              | 1988년 5월 25일(37세)  | 7    | 0    | US 팔레르모                 |
| | MF   | 다니옐 밀리체비치        | 1986년 1월 5일(39세)   | 3    | 0    | KAS 오이펜                  |
| | MF   | 세야드 살리호비치        | 1984년 10월 8일(40세)  | 47   | 4    | 무적 선수                   |
| | MF   | 마리오 브란치치          | 1989년 5월 23일(36세)  | 6    | 0    | 노리치 시티                 |
| |      |                          |                        |      |      |                             |
| | FW   | 스마일 프레블략          | 1995년 5월 10일(30세)  | 1    | 0    | 레드불 잘츠부르크           |
| | FW   | 베다드 이비셰비치 은퇴   | 1984년 8월 6일(41세)   | 83   | 28   | 헤르타 BSC 베를린           |
| | FW   | 메르수딘 아흐메토비치    | 1985년 3월 19일(40세)  | 2    | 0    | FK 사라예보                 |
| | FW   | 엘비르 콜리치            | 1995년 7월 8일(30세)   | 2    | 0    | 우니베르시타테아 크라이오바 |
| | FW   | 네마냐 빌비야            | 1990년 11월 2일(34세)  | 1    | 0    | 강원 FC                     |
| | FW   | 엘비르 이비셰비치        | 1998년 2월 10일(27세)  | 1    | 0    | NK 첼례                     |
| | FW   | 아르민 호지치            | 1994년 11월 17일(30세) | 5    | 0    | MOL 비디                    |
| | FW   | 야스민 메샤노비치        | 1992년 1월 6일(33세)   | 1    | 0    | NK 마리보르                 |
| |      |                          |                        |      |      |                             |

## 역대 감독
| 감독                  | 임기        |
| --------------------- | ----------- |
| 파루크 하지베기치     | 1999        |
| 메호 코드로           | 2008        |
| 미로슬라브 블라제비치 | 2008 ~ 2009 |
| 사페트 수시치         | 2009 ~ 2014 |
| 메흐메드 바즈다레비치 | 2014 ~ 2017 |
| 로베르트 프로시네치키 | 2018 ~ 2019 |
| 두샨 바예비치         | 2019 ~ 2020 |
| 파루크 하지베기치     | 2023        |
| 메호 코드로           | 2023 ~ 2024 |
| 세르게이 바르바레즈   | 2024 ~      |

## 같이 보기

### 남자
- 보스니아 헤르체고비나 축구 국가대표팀
- 보스니아 헤르체고비나 U-21 축구 국가대표팀
- 보스니아 헤르체고비나 U-19 축구 국가대표팀
- 보스니아 헤르체고비나 U-18 축구 국가대표팀
- 보스니아 헤르체고비나 U-17 축구 국가대표팀
- 보스니아 헤르체고비나 U-15 축구 국가대표팀

### 여자
- 보스니아 헤르체고비나 여자 축구 국가대표팀
- 보스니아 헤르체고비나 여자 U-19 축구 국가대표팀
- 보스니아 헤르체고비나 여자 U-17 축구 국가대표팀